# Матвеев, Юрий Александрович
Ю́рий Алекса́ндрович Матве́ев (род. 8 июня 1967, Нижний Тагил, Свердловская область, СССР) — советский и российский футболист, нападающий; тренер. Мастер спорта СССР (1990).

## Карьера
Футболу учился в ДЮСШ Нижнего Тагила у Виктора Васильевича Глушенкова.
В 1984 году зачислен в состав местного «Уральца».
Окончил горный техникум в Нижнем Тагиле.
В 1988—1989 играл за ведущий клуб Свердловской области — «Уралмаш». В начале 1990 года перешёл в клуб первой лиги «Зенит» (Ленинград), куда его пригласил новый тренер клуба Анатолий Коньков. Однако в середине года вернулся в «Уралмаш».
В начале 1991 года перешёл в клуб высшей лиги «Торпедо» (Москва). Главный тренер команды Валентин Иванов верил в футболиста и в первых играх выпускал его в основе. Однако из-за низкой реализации моментов и физического спада вскоре оказался в дубле «Торпедо». Всего за клуб провёл 12 игр, забил 1 гол. Играл в четвертьфинале Кубка УЕФА против «Брондбю».
В 1992 году снова играл за «Уралмаш». Автор первого мяча «Уралмаша» в высшей лиге чемпионата России (29.03.92 в игре с воронежским «Факелом»). В 1992 году стал лучшим бомбардиром первого чемпионата России — 20 голов в 28 матчах.
В середине года получил вызов в сборную России, в составе которой провёл матч против сборной Мексики (2:0).
По итогам года стал обладателем приза «Второе дыхание» (1992), который был учреждён редакцией газеты «Уральский рабочий».
В начале 1993 года получил тяжёлую травму, из-за которой пропустил большую часть сезона и выбыл из числа кандидатов в сборную. В ноябре уехал играть за турецкий «Анкарагюджю». В 1994—1995 снова играл за «Уралмаш».
В 1996 году перешёл в московский ЦСКА, откуда во второй половине сезона переехал в клуб из Южной Кореи «Сувон Самсунг Блюуингз».
В 1998 году стал игроком «Ростсельмаша». За 3 года в команде провёл 65 игр, забил 17 мячей.
В 2000 году играл за «Локомотив» (НН), который стал последним профессиональным клубом в его карьере. Всего в высшей лиге чемпионата России в составе 4 команд сыграл 166 матчей, забил 62 мяча.
По окончании активной карьеры занимался бизнесом. Периодически выступал за различные любительские коллективы города и области. Так, в 2004 году забил 18 мячей за нижнетагильскую «Фортуну».
С января 2008 года — тренер, а с июня по декабрь 2011 года — главный тренер ФК «Урал». В 2020—2021 годах также занимал эту должность.

### В сборной
Сыграл 4 матча в составе сборной России, в том числе в первом матче в новейшей истории сборной:
- 16 августа 1992. Товарищеский матч. Россия — Мексика — 2:0. 79 мин, был заменён / «Уралмаш»
- 13 февраля 1993. Товарищеский матч. США — Россия — 0:1. 21 мин, вышел на замену / «Уралмаш»
- 17 февраля 1993. Товарищеский матч. Сальвадор — Россия — 1:2. 13 мин, вышел на замену / «Уралмаш»
- 21 февраля 1993. Товарищеский матч. США — Россия — 0:0. 45 мин, вышел на замену / «Уралмаш»

## Достижения

### Командные
- Бронзовый призёр чемпионата СССР: 1991 (в составе ФК «Торпедо» Москва)
- Финалист Кубка СССР: 1990/1991 (в составе ФК «Торпедо» Москва)

### Личные
- В списках 33-х лучших футболистов чемпионата России (2): № 2 — 1992 («Уралмаш»), 1998 («Ростсельмаш»)
- Обладатель приза «Второе дыхание» (1992).
- Лучший бомбардир первого чемпионата России (1992 год) — 20 голов в 28 матчах («Уралмаш»)
- Лучший бомбардир клуба «Уралмаш» в чемпионате России (3): 1992 — 20 голов; 1994 — 9; 1995 — 9
- Лучший бомбардир клуба «Ростсельмаш» в чемпионате России: 1998 — 14 голов

## Семья
Жена Ирина, две дочери. В 1950—1960-е годы за «Уралец» играл отец Александр Николаевич Матвеев.